# Anasuya Sengupta
Pour les articles homonymes, voir Sengupta.
Anasuya Sengupta, née en 1974, est une poétesse indienne qui milite en faveur d'une meilleure représentation des personnes marginalisées sur le Web.

## Jeunesse
Son père, Abhijit Sengupta, est un haut fonctionnaire et sa mère, Poile Sengupta (née Ambica Gopalakrishnan), est actrice, auteure de littérature jeunesse et dramaturge. La majeure partie de son enfance a lieu dans le Karnataka, un état de l'Inde du sud.
À propos de son éducation, Sengupta fait remarquer : « J'ai grandi dans une famille engagée envers la justice sociale ». Elle parle anglais, hindi, kannada, bengali, tamoul et malayalam.

## Parcours scolaire
Sengupta est titulaire d'un baccalauréat en économie du Lady Shri Ram College for Women, un collège relevant de l'Université de Delhi, en Inde, où elle a obtenu son diplôme avec mention en 1995. En 2014, elle a été invitée à réciter une partie de l'un de ses poèmes, Silence, lors du Congrès académique Gender knowledge, qui se tenait dans cette institution.
Grâce à une bourse Rhodes, elle étudie à l'Université d'Oxford, où elle obtient en 1998 une maîtrise en philosophie. Par la suite, elle fait son doctorat en études politiques à Oxford où elle étudie les structures et les pratiques formelles et informelles au sein de la police de l'état indien du Karnataka.
Sengupta a été chercheuse invitée à l'Université de Californie à Berkeley de 2007 à 2009.

## Militantisme féministe et décoloniale
L'ancienne secrétaire d'État américaine Hillary Clinton a pris connaissance d'un poème de Sengupta en mars 1995 alors que, en tant que première dame des États-Unis, elle a fait une visite en Inde. Plus tard, Clinton a cité l'incipit de ce poème, intitulé Silence, dans ses discours à Delhi et lors d'une conférence des Nations unies sur les femmes à Pékin, en Chine : 

« Trop de femmes

Dans trop de pays

Parlent la même langue,

Celle du silence... »

Ce poème a également inspiré Clinton à écrire un chapitre de son autobiographie, Mon histoire, intitulé « Ici, on ne parle pas le langage du silence », dans laquelle elle relate sa rencontre avec le texte.

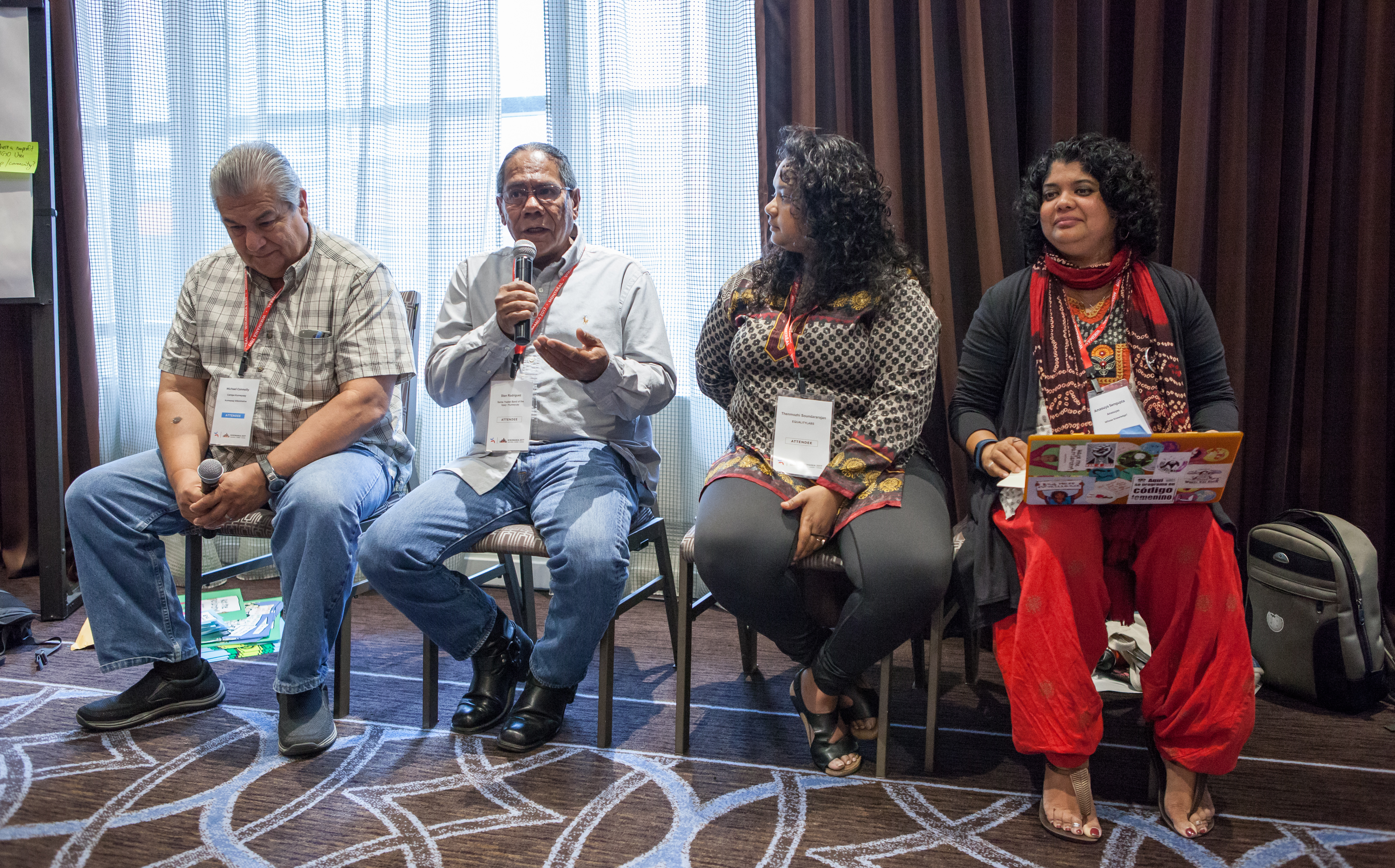
Sengupta (à droite) lors d'une table ronde consacrée à l'initiative Whose Knowledge? lors de Wikimania 2017, à Montréal.

Sengupta a été directrice de l'octroi des subventions à la Wikimedia Foundation de San Francisco,. Elle est cofondatrice de Whose Knowledge ?, un regroupement d'activistes qui cherche à améliorer la présence et l'information sur le Web au sujet des communautés marginalisée, notamment celles issues de l'Asie, de l'Afrique et de l'Amérique latine. 
Dans un discours qu'elle a prononcé au Forum 2018 de la Digital Library Federation, Sengupta a déclaré que « La décolonisation [de l'Internet est] au cœur de la véritable autonomisation. À bien des égards, la crise de violence et d'injustice à laquelle nous sommes confrontés aujourd'hui provient d'un problème profond de méconnaissance ». Lors de cette intervention, elle soutient également que les bibliothèques ont un rôle important à jouer et qu'il faut améliorer la diversité linguistique sur le Web.
L'importance de ce travail visant à « décoloniser l'Internet » a été reconnu par l'Internet Institute d'Oxford, qui a décerné un prix à Sengupta en 2018.

## Contribution scientifique
Sengupta a co-édité l'ouvrage Defending Our Dreams : Global Feminist Voices for a New Generation (2005), un livre collectif comprenant des écrits de féministes d'Australie, de la Barbade, du Canada, de l'Inde, du Népal, de l'Afrique du Sud, du Royaume-Uni, de la Tanzanie, des États-Unis et du Venezuela. Ce ouvrage visait à rassembler des voix féministes provenant de différents horizons culturels, socio-économiques et ethniques. Il a fait l'objet d'une réception critique favorable du collectif Sister Namibia. Sa contribution a l'ouvrage, consacré au féminisme et à l'élimination de la pauvreté, est qualifié de « visionnaire » dans The Women's Review of Books.